# Kalitta Charters
Kalitta Charters è una compagnia aerea charter americana con sede a Ypsilanti, Michigan, USA. La base di armamento principale è l'aeroporto di Willow Run. L'azienda è di proprietà e gestita da Doug Kalitta, nipote del celebrato Connie Kalitta, fondatore di Kalitta Air. Kalitta Charters è attualmente l'unica società con un contratto governativo per trasportare i resti di militari deceduti in servizio al luogo di sepoltura. Inoltre effettua voli charter privati, aeroambulanza e trasporto di merci. Conta anche una stazione di riparazione di aeromobili FAR Part 145 ad Ypsilanti. Nell'agosto 2015, Kalitta Charters ha acquisito AirNet.

## Storia
Nel dicembre 2001 Douglas "Doug" Kalitta ha acquisito il certificato di operatore aereo di Kalitta Flying Service, ormai in stato di insolvenza. Risaliva all'azienda fondata da suo zio Conrad "Connie" Kalitta a Detroit nel 1973 con il nome di Connie Kalitta Services per trasportare su richiesta componenti per l'industria automobilistica. 
Dopo il 1991 gli aerei utilizzati per trasporti privati e sanitari furono trasferiti ad una nuova entità: Kalitta Flying Service che continuò a operare, principalmente voli d'affari, con una licenza operativa in conformità della FAR 135. Nella primavera 1992 la flotta era composta da 34 velivoli, inclusi 17 Beechcraft C-45 e 8 Learjet di varie serie. Nel novembre 1997 la finanziaria Kitty Hawk Group acquistò varie società del Kalitta Group, tra cui Kalitta Flying Service, che venne successivamente ribattezzata Kitty Hawk Charters.
Dopo che, a seguito degli attentati dell'11 settembre 2001, fu costretta a dichiarare bancarotta Doug Kalitta l'acquistò nel dicembre dello stesso anno e la ribattezzò Kalitta Charters. Il relativo certificato (COA) fu trasferito il 2 gennaio 2002. L'azienda è certificata come società di manutenzione ai sensi della FAR 145 ed è autorizzata ad eseguire autonomamente le riparazioni degli aeromobili.

## Flotta

### Flotta attuale
Ad aprile 2024 la flotta di Kalitta Charters è così composta:

### Flotta storica
Kalitta Charters operava in precedenza con i seguenti aeromobili: